# Le Chenal de Gravelines, Petit Fort Philippe
Le Chenal de Gravelines, Petit Fort Philippe est une peinture pointilliste de l'artiste français Georges Seurat, conservée au Musée d'art d'Indianapolis, dans l'Indiana. Réalisée en 1890, l'année précédant sa mort, elle représente une rade du petit port français de Gravelines. Décrite comme « mélancolique et poétique », c'est l'un des trésors du Musée d'art d'Indianapolis.

## Description
L'un des derniers tableaux de Seurat, Le Chenal de Gravelines, Petit Fort Philippe illustre magnifiquement les principes du mouvement néo-impressionniste propre à Seurat. Son application systématique de points dans des couleurs soigneusement choisies selon les lois de l'harmonie chromatique aboutit à une luminosité inégalée. Seurat a peint une étroite bande de points plus sombres autour du bord de la toile, ce qui accentue l'éclat de la lumière. L'encadrement large (une reproduction du modèle original de Seurat), avec son fond outremer vif et ses points faisant écho à la toile adjacente, rehausse encore les couleurs,. Outre le contrôle minutieux de la couleur des points, Seurat a également utilisé leur forme et leur densité pour parvenir à sa vision. Le bollard central extrêmement solide présente la plus grande densité de points, tandis que le côté droit du ciel est si peu dense que la couche de fond blanche est visible. Vu la lumière vive et les ombres marquées, Seurat a peint en milieu d'après-midi.
Bien que Seurat ait été assez fidèle à l'architecture réelle du port, à tel point qu'une grande partie de celle-ci est encore reconnaissable aujourd'hui, il a disposé les bateaux de manière que leurs éléments horizontaux et verticaux assurent une stabilité visuelle maximale. L'élégante forme parabolique du quai apporte la sérénité. S'étendant à l'infini, elle évoque l'immensité de la mer. Simultanément, la diagonale qui coupe la composition en deux apporte un mouvement contrasté.
La recherche de la perfection esthétique de Seurat se manifeste par le nombre de modifications qu'il a apportées entre ses études initiales et le tableau final. Le bollard central ancre solidement la composition, si solide qu'elle est presque saisissable, mais elle était absente du panneau d'étude. Si l'on compare la toile finale au reste de ses études, on constate que, outre la disposition des bateaux en une ligne horizontale nette et calme, Seurat a également modifié la passerelle pour donner au canal un rôle plus important dans la composition. Ainsi, la mer, le ciel et le sol occupent des proportions à peu près égales.

## Historique
Alors qu'il passe la majeure partie de l'année à choquer Paris avec son style et ses vues inédites, Seurat passe ses étés à peindre des paysages marins mélancoliques. En 1890, il se rend dans le petit port de Gravelines, près de la frontière belge, et peint ce qui sera ses quatre derniers paysages. C'était deux tableaux de moins que l'été précédent, peut-être parce que la large plaine côtière, marquée uniquement par des dunes, était très différente de ses décors normands habituels. Avec l'essor des vacances d'été, les artistes ont trouvé un terrain propice aux images de bord de mer. Contrairement à des artistes plus âgés comme Monet, Seurat préférait toutefois des images tout à fait prosaïques de ports et de rivages, plutôt que des couchers de soleil plus spectaculaires et des mers déchaînées. L'absence totale d'êtres humains, qu'il s'agisse de vacanciers ou de pêcheurs, est typique des paysages marins de Seurat, qui présentent toujours une immobilité lumineuse.
Le choix de Gravelines par Seurat est quelque peu inhabituel, puisque les guides de l'époque la décrivent comme « une ville sans intérêt ». Son obscurité même a peut-être attiré l'artiste, qui était de plus en plus protecteur de ses méthodes. En outre, les lignes droites du chenal se prêtaient bien aux compositions strictement organisées que Seurat préférait.

### Acquisition
Le tableau a été donné par Caroline Marmon Fesler en 1945 à la Herron School of Art en mémoire de ses parents, Daniel W. et Elizabeth C. Marmon. Il a ensuite été réclamé par le Musée d'art d'Indianapolis lors de la séparation de ces institutions. Il porte le numéro d'acquisition 45.195.